# Бхаса
Бхаса (III—IV вв.) — один из первых древнеиндийских драматургов на санскрите. О Бхасе известно довольно мало.
Драмы Бхасы долгое время считались утерянными и были известны только по отзывам и цитатам более поздних авторов. Так, например, в прологе к пьесе «Малавика и Агнимитра» Калидаса упоминал его в числе своих великих предшественников.
Всего Бхасе приписывается 13 пьес.

## Переводы на русский язык
- Пригрезившаяся Васавадатта. Перевод П.А. Гринцера. В кн.: П.А. Гринцер Бхаса. М.,1979
- Увиденная во сне Васавадатта. Фрагменты. Перевод В.Потаповой. В кн.: Классическая драма Востока.Индия.Китай,Япония. М., 1976.
- Натака о статуе. Перевод П.А. Гринцера. В кн.: П.А. Гринцер Бхаса. М., 1979.
- Обет Яугандхараяны. Перевод В.Эрмана. В кн.: Классическая драма древней Индии. Л.,1984.